# Norm Skaggs
Norman Charles Godenne Skaggs (New London, 16 de fevereiro de 1955 — Santa Mônica, 9 de agosto de 2013), mais conhecido como Norm Skaggs, foi um ator norte-americano de televisão, cinema e teatro.

## Primeiros anos
Skaggs nasceu em 1955 em New London, Connecticut, filho de Denise Godenne, nascida na Bélgica, e do norte-americano Gordon Skaggs. Na juventude, ele tinha interesse por esportes e idiomas. Entrou para o time de futebol americano universitário do Colby College, mas teve sua carreira esportiva interrompida depois de sofrer uma lesão. Após um ano estudando em Besançon, França, voltou fluente em francês, fez graduação em literatura e passou a dedicar-se à atuação. Estudou teatro na Universidade de Connecticut, mudando-se mais tarde para Nova Iorque para um estágio com a Mabou Mines, uma companhia teatral de vanguarda.

## Carreira
Em São Francisco, Califórnia, Skaggs fez treinamento teatral avançado no American Conservatory Theatre e, posteriormente, tornou-se presença regular em vários teatros de prestígio na Baía de São Francisco, incluindo o Magic Theatre, no qual interpretou Coyote na peça The Coyote Cycle. Também excursionou internacionalmente em Fool for Love, de Sam Shepard, e interpretou um dos papéis principais em The Marriage of Bette and Boo, de Christopher Durang.
Ele mudou-se para Los Angeles e começou a trabalhar no cinema e na televisão, aparecendo em diversas produções ao longo dos anos oitenta e noventa. Em Decoration Day (1990), telefilme vencedor do Emmy e do Globo de Ouro, foi escalado como Billy Wendell, afilhado do protagonista interpretado por James Garner. Entre as outras produções em que atuou, estão os filmes televisivos Chrome Soldiers (1992) e The Flood: Who Will Save Our Children? (1993), além do longa-metragem When the Party's Over (1992), estrelado por Sandra Bullock. Em seus últimos cinco anos, Skaggs voltou-se novamente para o teatro.

## Vida pessoal
O ator tinha duas irmãs. Era casado com Mihal Shapiro Skaggs, com quem teve uma filha, Ariella, nascida por volta de 2005. Nos seus últimos cinco anos, ele residia com a família em Venice, Califórnia, onde também destacava-se em algumas produções da companhia teatral Pacific Resident Theatre Ensemble. Skaggs morreu de câncer aos 58 anos, em 9 de agosto de 2013, no Centro Médico da Universidade da Califórnia em Los Angeles, em Santa Mônica, Califórnia.

## Filmografia

### Cinema
| Ano  | Título                | Papel                  | Notas               | Ref.   |
| ---- | --------------------- | ---------------------- | ------------------- | ------ |
| 1987 | West Is West          | Segundo agente         |                     | [ 9 ]  |
| 1988 | Clay Farmers          | Frank                  |                     | [ 6 ]  |
| 1992 | When the Party's Over | Stuart                 |                     | [ 8 ]  |
| 1997 | The Good Things       |                        | Segmento: "Believe" | [ 10 ] |
| 1997 | The Apocalypse        | Capitão contrabandista |                     | [ 7 ]  |

### Televisão
| Ano  | Título                                 | Papel         | Notas                          | Ref.   |
| ---- | -------------------------------------- | ------------- | ------------------------------ | ------ |
| 1990 | The Young Riders                       | John Webster  | Episódio: "Requiem for a Hero" | [ 11 ] |
| 1990 | Decoration Day                         | Billy Wendell | Telefilme                      | [ 5 ]  |
| 1991 | Hallmark Hall of Fame                  | Gary          | Episódio: "Shadow of a Doubt"  | [ 12 ] |
| 1992 | Chrome Soldiers                        | Clay Cantrell | Telefilme                      | [ 6 ]  |
| 1993 | The Flood: Who Will Save Our Children? | Jerry Smith   | Telefilme                      | [ 7 ]  |
| 1993 | Bakersfield P.D.                       | Leo           | Episódio: "The Gift"           | [ 14 ] |
| 1994 | The Commish                            | Greg Nichols  | Episódio: "Security"           | [ 15 ] |
| 1994 | Getting Out                            | Brian Craig   | Telefilme                      | [ 16 ] |